# NO MERCY (プロレスリング・ノア)
NO MERCY（ノー・マーシー）は、プロレスリング・ノアの興行において活動するプロレスラーのチームである。2011年3月5日結成。俗称として無慈悲軍（むじひぐん）とも呼ばれる。以下、本文中で略称を用いることもある。
結成当初はヒール軍として活動していたが、その後、反体制派としての体裁は保ちつつもヒール色は薄れつつある。
なお、アメリカ合衆国のプロレス団体であるWWEの特番興行『NO MERCY』とは、一切関係ない。

## 略歴

### 結成
2011年1月に同団体の軍団DISOBEYに属する金丸義信がKENTAとタッグチームを結成してみたい気持ちがあることを吐露。その後、同月23日アクロス福岡大会のKENTAの試合後に、金丸がリング上に登場し、KENTAにタッグを結成するようにマイクアピールをした。しかし、KENTAは金丸の耳元で何かを囁き、金丸は「分かった」と発言して、そのまま退場した。このとき、KENTAは、タッグ結成のための条件を提示したと明かされた（その条件はこのときは不明）。同月のツアー最終戦（後楽園ホール）第4試合、潮崎豪、小川良成、KENTA組vsモハメド・ヨネ、金丸義信、平柳玄藩組の試合中、KENTAはパートナーの潮崎と小川を突然裏切り、パイプ椅子攻撃を敢行した。そして、金丸や平柳・ヨネと握手し、「これからが新しいディスオベイの始まり」とマイクアピール。DISOBEYに加入した。
同年3月5日有明コロシアム大会において、DISOBEY vs 健介オフィスの8人タッグマッチで、試合途中にヨネをKENTA・金丸義信が裏切り、パイプ椅子攻撃、タッチ・アウト、go2sleepを見舞った。状況が把握できず戸惑う平柳玄藩にもKENTAは無理矢理ヨネへ椅子攻撃をするよう脅し、結果、平柳もヨネをパイプ椅子で攻撃した。その後、マイクアピールでKENTA・金丸・平柳がDISOBEYを脱退し、新軍団結成をすることを宣言した。また、前に金丸に提示したタッグ結成の条件は、モハメド・ヨネを除外することであると明かされた。
同月11日には、金丸・KENTA・平柳の新軍団は、「無慈悲」「容赦がない」という意味の英語であるNO MERCY（ノー・マーシー）という名称であると発表された。

### 2011年（結成後）
モハメド・ヨネとの遺恨決着戦として、同月12日Zepp Nagoya大会で平柳と、21日福岡国際センター大会で金丸と、27日ディファ有明でKENTAと、それぞれモハメド・ヨネと戦うシングルマッチが決定した。しかし、3試合とも試合中にNO MERCYのメンバーが乱入しヨネを暴行したため、いずれも反則負けとなる。KENTAはヨネをオモチャと罵倒し、見下した。27日の試合後には、マイクアピールでKENTAが「俺等は、このオモチャはもうは飽きたわ。次のオモチャはあいつだ」と発言し、新たな標的の存在を示唆した。
その後、KENTAは新たな目標として、金丸と組んでのGHCジュニアヘビー級タッグ王座獲得を狙うこと、そして現在のノアの経営陣に不満があり改革を提唱することを掲げた。これにより以前にほのめかした新たなる標的はGHCタッグ王者で、ノアの副社長として経営に携わる丸藤正道と明らかになった。
次期シリーズ開幕戦となった4月16日後楽園ホール大会で、KENTAらNO MERCYと丸藤は6人タッグにて激突。しかし、KENTAの猛攻で丸藤は古傷の頸椎を痛め、翌日から欠場。復帰の目途がたたず、同月29日にジュニアタッグ王座を返上した。
標的を失ったNO MERCYは新王者決定戦の開催を要求し、自ら決定戦に名乗りを上げた。ほぼ同時期にNO MERCYの行動に反意をもつ選手等により、反NO MERCY連合（ANTI NO MERCY UNION、略称ANMU）が結成され、両軍の抗争が激化の一途をたどり、4月29日後楽園ホール大会において、ANMUから鈴木鼓太郎と、返上したタッグの王者であった青木篤志が決定戦に名乗りを上げた。
また、同大会ではヨネの要求により、NO MERCYの3人のディスオベイのモハメド・ヨネのシングルマッチ3連戦を行う特別試合が行われ、1試合目の平柳と2試合目の金丸はヨネに敗れるも、3試合目のKENTAがヨネに勝利し、最終的にNO MERCY側の勝利となった。試合後のマイクアピールでは、NO MERCY設立の根本的理由としてノア経営陣への不満とノアの現状を変えるべく改革の断行であるとした。さらにリングサイドにいたGMの仲田龍を名指しで批判し、経営から退くことを要求、「退け！」と言い放ち、ノア改革とGM仲田への宣戦布告をした。
その後、5月25日の後楽園ホール大会においてGHCジュニアヘビー級タッグ新王者決定戦としてKENTA・金丸組対鈴木鼓太郎・青木篤志組が組まれ、KENTA組が勝利し王座を奪取。NO MERCY初のタイトルを獲得した。
6月11日ディファ有明大会では、ヨネの再三の要求により、KENTAとヨネのシングルマッチによる再戦が決定。ヨネが場外に設置した机へ、エプロンサイドからキン肉バスターを敢行、KENTAは失神KOしてしまい敗北した。これ以降、NO MERCYとディスオベイの抗争は終息傾向となる。
その後、KENTAはかねてからほのめかしていたヘビー級選手勧誘に関し、具体的に森嶋猛、高山善廣、秋山準の3選手に興味がある旨を発言する。同月28日には、KENTA・金丸組と前GHCタッグ王者の高山善廣・佐野巧真組の試合が行われ、試合中に高山が佐野を裏切り暴行、NO MERCYが勝利した。試合後、高山は「俺はいつまでもノーと言い続ける」、KENTAは「ノー・マーシーとノー・フィアーのコラボレーションだ」とマイクアピールし、高山の正式加入を宣言する。
さらに7月に第5回日テレG+杯争奪ジュニアヘビー級タッグ・リーグ戦にKENTA・金丸組が参戦し、優勝決定戦でANMUに敗れ準優勝となった。これを受け、金丸・KENTAのGHCジュニアタッグ選手権の初防衛戦として、8月24日の後楽園ホール大会で鈴木・青木組と対戦することが決定した。
8月17・18日ディファ有明大会で開催された2DAYSタッグ・トーナメントでは、高山・KENTA組が出場。1回戦でANMU代表チームの潮崎豪・鈴木鼓太郎のヘビー級・ジュニアヘビー級シングル王者コンビと対戦し勝利。決勝戦では、杉浦貴とANMUの青木篤志のコンビと対戦し、勝利。優勝を飾った。
10月31日、新日本プロレスのジャイアント・バーナード&カール・アンダーソンへ流出したGHCタッグ王座に潮崎豪と谷口周平が挑戦して敗退。試合後に高山とKENTAのタッグが挑戦表明。バーナード組から「KENTAのチビ」などと激しく挑発されるなど舌戦が展開されたが、後日KENTAが負傷欠場。秋山準&齋藤彰俊に挑戦権が移る（秋山組が勝利し新王者となった）。

### 2012年
2012年2月14日、谷口周平がタッグパートナーの潮崎豪との決別を示唆し、潮崎とのけじめのシングルマッチを行うと、潮崎に対して椅子による攻撃を行い反則負けをし、試合終了直後にNO MERCY加入を宣言。KENTAがNMCのTシャツを渡し、谷口がそれを着たことでNMC加入が成立する。
同日、高山・平柳・金丸が丸藤軍（丸藤正道、杉浦貴、石森太二）を相手にタッグマッチを行っている最中に谷口が乱入。それを見かねたモハメド・ヨネが乱入、丸藤軍に加勢する形となり、同じ試合は無効試合となった後8人タッグマッチへと発展。試合は谷口がヨネにフォールを奪われたため、敗戦する。試合後谷口は、KENTAから「今までのお前全部捨てろ、生まれ変われ」と叱咤される。
2月25日の後楽園ホールで、谷口は覆面レスラー「マイバッハ谷口」に変貌する。以降、マイバッハは一切口を利かなくなり、KENTAが代弁するようになる。
3月18日の横浜文化体育館大会のメインイベントで、GHCヘビー級王者の森嶋猛が挑戦者の丸藤正道を破ると、マイバッハが森嶋を暴行。KENTAが登場し、マイバッハのGHC挑戦を表明した。後日、5月9日後楽園ホール大会での挑戦が正式決定した。
4月ツアーで開催されたグローバル・タッグ・リーグ戦に高山&マイバッハが参加。しかし、マイバッハの暴走によりリーグ戦全敗で最下位に終わった。しかし、マイバッハがリーグ戦中に行われたシングル戦で、ヨネや潮崎など今まで勝星のなかった格上選手を撃破し、GHC挑戦へ弾みをつけた。
5月9日後楽園ホール大会でのメインイベントで、マイバッハがGHCヘビー級王座に初挑戦。反則裁定なしの特殊ルール下で行われ、マイバッハはこれを巧みに利用した反則技やバルコニーからのダイビング攻撃で王者森嶋猛を追い込むも、25分33秒、バックドロップに散った。また、同日に金丸が中嶋勝彦の保持するGHCジュニアヘビー級王座に挑戦し、奪取した。
6月10日、大阪松下IMPホール大会で、GHCタッグ王者の秋山準&齋藤彰俊に高山&マイバッハが挑戦することが決定したが、高山が負傷欠場したため、マイバッハと金丸が挑戦することとなった。24分32秒、秋山のスターネスダストに金丸が沈み、敗れた。
9月シリーズに開催された第6回日テレG+杯争奪ジュニアヘビー級タッグ・リーグ戦には金丸と平柳のタッグが参加したが、決勝進出には至らなかった。
9月29日後楽園ホール大会では、金丸の保持するGHCジュニア王座に全日本プロレスの近藤修司が挑戦。キングコング・ラリアットの前に敗北を喫し、王座を他団体へ流出させた。
10月8日の横浜文化体育館大会では、アメリカTNAに流出したGHCタッグ王座にマイバッハと復帰したKENTAのタッグが挑戦。16分21秒、KENTAの必殺GAME OVERの前にマグナスがギブアップし、王座を奪取した。しかし、2012年10月26日新潟・新潟市体育館で行われた潮崎豪&齋藤彰俊との初防衛戦で、30分53秒、潮崎のリミット・ブレイクからのエビ固めにKENTAが沈み、王座陥落となった。
そして11月23日、後楽園ホールにおいて行われた「グローバル・リーグ戦2012」の決勝で、KENTAが杉浦貴を21分3秒、go2sleepで破り、念願の初優勝を果たす。

### 2013年〜
1月6日の後楽園ホール大会では、モハメド・ヨネvs平柳玄藩の試合中にマイバッハとともに、マイバッハと同じ覆面を付けた全身黒ずくめの男「マイバッハ谷口Jr.」が出現。その後、NO MERCYのメンバーとして度々共闘する。その詳細やプロフィールなどは一切公開されておらず、正体不明のマスクマンであるが、その背丈はマイバッハ谷口よりはやや低い。
1月27日、大阪府立体育会館大会で、前年のグローバル・リーグ戦優勝を受けてKENTAが森嶋猛の保持するGHCヘビー級選手権に挑戦。21分42秒、GAME OVERでギブアップ勝ちし、同王座を初奪取した。同日には高山善廣とマイバッハ谷口が杉浦貴と丸藤正道が保持するGHCタッグ選手権にも挑戦したが、終始試合はリードしたものの、終盤で巻き返されて、28分50秒、オリンピック予選スラムからの片エビ固めで敗北を喫した。
2月14日、マイバッハが突如KENTAをマイバッハボムで反逆、同日出場していた新日本プロレスの飯塚高史・矢野通と結託し、CHAOSに電撃加入する形で離脱する。
3月31日、後楽園ホール大会でマイバッハ谷口Jr.がマイバッハ谷口と対戦し、敗北。試合後、リング上で「2007年3月11日に引退したSUWAです。ノアからお世話になった恩義を返すのが男じゃないかと思いました。よろしく」と告白し、自ら正体を明かした。
5月12日、後楽ホールでの興行「方舟新章」において、GHCヘビー級選手権でKENTAと闘った杉浦貴がKENTAの呼びかけに応じてNO MERCY入り。理由はチーム云々ではなくノアを面白くするためだとした。また同日、平柳とのタッグで出場予定だったSUWAが前日に負傷欠場し、急遽代役としてマイバッハ・マスクを被った謎の覆面レスラー・マイバッハSUWA Jr.が登場した。
2013年8月24日後楽園大会において、GHCジュニアヘビー級タッグ王者である獣神サンダー・ライガーとタイガーマスクの初防衛戦として平柳玄藩とマイバッハSUWA Jr.のタッグが挑戦。試合中にSUWA Jr.が覆面剥ぎをされ、頭部が露出した状態になり、その後試合途中で自ら覆面を脱ぎ、正体が大原はじめであることを明かしたが、試合は敗北した。その後、今後は「大原はじめ」として参戦を続けることが発表された。
2015年12月24日、丸藤副社長よりノアのユニットを解体する意向が発表された。

## メンバー
- 平柳玄藩 - 設立時からのメンバー
- 高山善廣 - ボス（2011年6月28日加入）[37]
- 原田大輔 - 2014年1月12日加入
- 齋藤彰俊 -2014年8月24日加入

共闘メンバー
- クワイエット・ストーム - 正式な加入はしていないが2014年のジュニアタッグリーグ戦で原田と組み、それ以降も原田や他のメンバーと組むこともある。その際、チーム名は「Weaponized NO MERCY」と称されることもある。[38]
- 田中将斗（ZERO1） - クワイエットと同じ正式な加入はしていないが杉浦とのタッグで弾丸ヤンキースとしてGHCタッグ王座を獲得。

元メンバー
- 金丸義信 - 設立時からのメンバー（ - 2012年12月31日、ノアを退団）
- マイバッハ谷口 - KENTAに反旗を翻し離脱、矢野通・飯塚高史・高橋裕二郎（いずれも新日本プロレス・CHAOS）と結託（2012年2月14日 - 2013年2月9日）
- 大原はじめ – 2013年8月24日までは「マイバッハSUWA Jr.」として活動（2013年5月12日加入）。しかし2014年1月25日より森嶋軍（のちの超危暴軍）と結託。
- KENTA - 初代リーダー。2014年4月30日退団、のちWWE入団。
- SUWA　- 2013年3月31日までは「マイバッハ谷口Jr.」として活動（2013年1月6日加入）しかし、2014年5月11日の小橋引退興行で大怪我を負ってしまい、完全にドクターストップされた。
- 杉浦貴 – 2代目リーダー。2013年5月12日加入。2015年12月23日、鈴木軍入り。

## 戦績

### シングル王座
GHCヘビー級王座
- KENTA - 19代（2013年1月27日～、防衛9）

GHCジュニアヘビー級王座
- 金丸義信 - 24代（2012年5月9日～9月29日、防衛3）
- 原田大輔 - 27代（2014年3月8日～12月6日、防衛7）

グローバル・リーグ戦
- KENTA - 第3回（2012年） 優勝
- 杉浦貴 - 第5回（2014年） 優勝

TORNEO LATINO AMERICANO DE LUCHA LIBRE
- KENTA - 2013年大会 優勝

グローバル・ジュニア・ヘビー級リーグ戦
- 原田大輔 - 第2回（2015年） 優勝

### タッグ王座
GHCタッグ王座
- KENTA&マイバッハ谷口 - 25代（2012年10月8日～2012年10月26日、防衛0）
- 杉浦貴&田中将斗 - 31代（2014年5月31日～2015年1月10日、防衛4） ※ただし別ユニットの「弾丸ヤンキース」として獲得

GHCジュニアヘビー級タッグ王座
- KENTA&金丸義信 - 14代（2011年5月25日～2011年10月16日、防衛1）
- マイバッハ谷口Jr.&平柳玄藩 - 17代（2013年3月10日～、防衛1）
- 原田大輔&小峠篤司 - 25代（2015年10月4日～2015年12月23日解体時、 防衛2）

グローバル・タッグ・リーグ戦
- KENTA&高山善廣 - 第6回（2013年）優勝
- 杉浦貴&田中将斗 - 第7回 - 第8回（2014年、2015年）優勝 ※ただし別ユニットの「弾丸ヤンキース」として参加

日テレG+杯争奪ジュニアヘビー級タッグ・リーグ戦
- 原田大輔&小峠篤司 - 第9回（2015年）優勝

2デイズ・タッグ・トーナメント
- 高山善廣&KENTA - 2011年8月開催大会優勝

### 受賞
プロレス大賞
- 技能賞 - KENTA（2011年）受賞
- 殊勲賞 - KENTA（2013年）受賞
- 最優秀タッグチーム賞 - 杉浦貴&田中将斗（2014年）受賞 ※ただし別ユニットの「弾丸ヤンキース」として受賞